# Över-Sölvbacktjärnen
Över-Sölvbacktjärnen är en sjö i Bergs kommun i Härjedalen och ingår i Ljungans huvudavrinningsområde. Sjön har en area på 0,114 kvadratkilometer och ligger 591,2 meter över havet.

## Delavrinningsområde
Över-Sölvbacktjärnen ingår i det delavrinningsområde (696882-136893) som SMHI kallar för Utloppet av Neder-Sölvbacktjärnen. Medelhöjden är 615 meter över havet och ytan är 6,6 kvadratkilometer. Det finns inga avrinningsområden uppströms utan avrinningsområdet är högsta punkten. Vattendraget som avvattnar avrinningsområdet har biflödesordning 2, vilket innebär att vattnet flödar genom totalt 2 vattendrag innan det når havet efter 308 kilometer. Avrinningsområdet består mestadels av skog (91 procent). Avrinningsområdet har 0,33 kvadratkilometer vattenytor vilket ger det en sjöprocent på 5 procent.